# Киндрич Андрій Васильович
Андрі́й Васи́льович Ки́ндрич — український кікбоксер, майстер спорту України міжнародного класу з кікбоксингу.

## Досягнення
- триразовий чемпіон світу,
- триразовий срібний призер чемпіонату світу,
- триразовий призер чемпіонату Європи.
- чемпіон світу, суперважка вага.